# Distrito electoral de Cave-In-Rock (condado de Hardin, Illinois)
Cave-In-Rock (en inglés: Cave-In-Rock Precinct) es un distrito electoral ubicado en el condado de Hardin en el estado estadounidense de Illinois. En el Censo de 2010 tenía una población de 692 habitantes y una densidad poblacional de 18,36 personas por km².

## Geografía
Cave-In-Rock se encuentra ubicado en las coordenadas 37°29′15″N 88°11′8″O / 37.48750, -88.18556. Según la Oficina del Censo de los Estados Unidos, Cave-In-Rock tiene una superficie total de 37.69 km², de la cual 36.48 km² corresponden a tierra firme y (3.22%) 1.21 km² es agua.

## Demografía
Según el censo de 2010, había 692 personas residiendo en Cave-In-Rock. La densidad de población era de 18,36 hab./km². De los 692 habitantes, Cave-In-Rock estaba compuesto por el 97.11% blancos, el 0.14% eran afroamericanos, el 0.43% eran amerindios, el 0.14% eran asiáticos, el 0% eran isleños del Pacífico, el 0.72% eran de otras razas y el 1.45% pertenecían a dos o más razas. Del total de la población el 1.45% eran hispanos o latinos de cualquier raza.